# Инан, Жале
Жале Инан (тур. Jale İnan; 1 февраля 1914, Стамбул — 26 февраля 2001, Стамбул) — турецкий классический археолог. Профессор классической археологии Стамбульского университета. Известна как первая турецкая женщина-археолог.

## Биография
Жале Инан родилась 1 февраля 1914 года в семье директора археологического музея Азиза Огана. Дочь решила пойти по стопам отца и тоже стать археологом. В 1934 году Жале Инан окончила среднюю школу для девочек и поступила в университет, где поначалу изучала медицину, поскольку тогда в Турции не было археологических кафедр. В 1935 году получила стипендию, которая позволила ей отправиться на учёбу в Берлин в Германский археологический институт. Изучала классическую археологию также и в Мюнхене, в марте 1943 года защитила докторскую диссертацию «Kunstgeschichtliche Untersuchung der Opferhandlung auf römischen Münzen» под руководством профессора Герхарда Роденвальда. В том же 1943 году она отправилась обратно в Турцию, где стала ассистентом кафедры древней истории и нумизматики Стамбульского университета. В 1944 году она вышла замуж за гражданского инженера Мустафу Инана, позже профессора Технической школы в Стамбуле. В 1947 году она стала ассистенткой Арифа Мюфида Манселя (1905—1975), первого турецкого профессора классической археологии. Вместе с ним принимала участие в раскопках.
В 1953 году прошла процедуру хабилитации 1963 году получила звание профессора. В 1975 году она сменила Манселя на должности заведующего кафедрой и продолжала руководить кафедрой до 1983 года. Она была членом Германского и Австрийского археологических институтов. Её полевые исследования в Перге и Сиде стали основополагающими для развития археологии и охраны памятников архитектуры в Турции.
В 1972—1979 гг. проводила спасательные раскопки в Лирбе (Селевкии) в Памфилии.
В 1990 году проводила раскопки в Бубоне.
Сыграла активную роль в отслеживании и борьбе с контрабандой. Исследования и опубликованные научные работы Инан в 1970-е и 1990-е годы стали фундаментальной основой для определения происхождения и возвращению в Турцию группы бронз, контрабандой вывезенных в США в 1960-х годах из Бубона.
В 1966 году в соавторстве с немецким археологом Элизабет Розенбаум (1921—1992) опубликовала работу «Римская и ранневизантийская портретная скульптура Малой Азии» (Roman and Early Byzantine Portrait Sculpture in Asia Minor). В этой публикации Инан заполнила важный пробел в области археологии, создав исчерпывающий каталог работ от периода Римской республики до периода Юстиниана (527–565). В 1979 году опубликовано двухтомное продолжение этой работы — «Римская и ранневизантийская портретная скульптура из Турции. Новые находки» (Römische und Frühbyzantinische Porträtplastik aus der Türkei. Neue Funde).

## Память
В память о Жале Инан Музей женщин в Антальи ежегодно вручает премию «Женщина года».

## Сочинения
- Roman and early Byzantine portrait sculpture in Asia Minor. London 1966. (соавтор)
- Roman sculpture in Side. Ankara 1975, (Researches in the region of Antalya; 8).
- Römische und frühbyzantinische Porträtplastik aus der Türkei. Neue Funde. Mainz 1979, ISBN 3-8053-0391-2. (соавтор)
- Toroslar’da bir antik kent: Lyrbe? Seleukeia? = Eine antike Stadt im Tauros-Gebirge. Ankara 1998. (Kazi monografileri dizisi; 5). ISBN 975-7538-93-0.
- Perge’nin Roma Devri Heykeltraşlığı, Band 1: Istanbul 2000, ISBN 975-6899-50-6, Band 2: Istanbul 2003, ISBN 975-6899-87-5.